# Harrold (Texas)
Harrold es un lugar designado por el censo ubicado en el condado de Wilbarger en el estado estadounidense de Texas. En el Censo de 2020 tenía una población de 87 habitantes y una densidad poblacional de 8,24 habitantes por km². Fue incluido como CDP en el censo de 2020.

## Geografía
Harrold se encuentra ubicado en las coordenadas 34°4′50″N 99°1′56″O / 34.08056, -99.03222. Según la Oficina del Censo de los Estados Unidos,  tiene una superficie total de 10,55 km², de la cual 10,49 km² corresponden a tierra firme y 0,06 km² a agua.